# 早島インターチェンジ
早島インターチェンジ（はやしまインターチェンジ）は、岡山県都窪郡早島町早島にある山陽自動車道と瀬戸中央自動車道のインターチェンジ (IC) である。早島町のほか、岡山市・倉敷市倉敷地域南部への最寄りICの一つにもなっている。
当ICの本線に併設する早島本線料金所 (TB) （はやしまほんせんりょうきんじょ）と、当ICに併設する早島バスストップ（はやしまバスストップ）についても記述する。

## 概要
当ICは、倉敷ジャンクション (JCT) 方面と坂出JCT方面に、それぞれ個別の料金所が設置されている。当IC入口から各料金所手前で分岐しており、倉敷JCT方面は西日本高速道路株式会社が管理する山陽自動車道の料金所、坂出JCT方面は本州四国連絡高速道路株式会社が管理する瀬戸中央自動車道の料金所が設置されている。
早島本線料金所は1988年（昭和63年）4月10日に供用し、現在は上り線（倉敷JCT方面）のみ料金の収受と通行券の発行を行っている。

## 歴史

### 年表
- 1988年（昭和63年）
  - 3月1日
    - 山陽自動車道倉敷早島支線の倉敷JCT - 早島IC間が開通[3]。
    - 岡山県警察高速道路交通警察隊本部が中国自動車道津山ICから当ICに移転[4]。
    - 岡山県警察高速道路交通警察隊南部方面隊早島分駐隊を当ICに新設[4]。

  - 4月10日 : 瀬戸中央自動車道の早島IC - 坂出IC間が開通し[5]、早島本線料金所が供用。
- 1993年（平成5年）12月1日 : 岡山県警察高速道路交通警察隊本部および南部方面隊が山陽自動車道岡山ICに移転（南部方面隊早島分駐隊は存続）[6]。
- 1999年（平成11年）3月11日 : 岡山県警察高速道路交通警察隊南部方面隊の早島分駐隊と岡山分駐隊が廃止、岡山ICの南部方面隊に統一[7]。

- 時期不明 : 早島本線料金所の下り線（坂出JCT方面）が廃止。

## 周辺
- 早島町立早島中学校
- 早島町立早島小学校
- 早島町役場
- ハローズ本部

## 接続する道路
- 直接接続
  - 国道2号（通称・岡山バイパス）

## 料金所
総ブース数は16。

### 早島IC料金所
- ブース数 : 11

#### 山陽自動車道 早島IC料金所
- ブース数 : 5

##### 入口
- ブース数 : 2
  - 2ブースともETC専用および一般またはETC・一般の可変式ブース

##### 出口
- ブース数 : 3
  - ETC専用および一般またはETC・一般の可変式ブース : 2
  - 一般（精算機） : 1

#### 瀬戸中央自動車道 早島IC料金所
- ブース数 : 6

##### 入口
- ブース数 : 3
  - ETC専用 : 1
  - 一般 : 2

##### 出口
- ブース数 : 3
  - ETC専用 : 1
  - 一般 : 2

### 早島本線料金所（倉敷JCT方面）
- ブース数 : 5
  - ETC専用 : 2
  - 一般 : 3

## 早島バスストップ
瀬戸中央自動車道料金所の外側に高速道路用のバス停留所が設けられているが、2013年現在ではこのバス停に停車する高速バスは存在しない。かつては瀬戸大橋特急線が停車していた。

## 隣
E2 山陽自動車道倉敷早島支線
(16)倉敷JCT - (1)早島IC/TB
E30 瀬戸中央自動車道
(1)早島IC/TB - 有城南BS - 粒江PA - (2)水島IC